# Niantic (Illinois)
Niantic is een plaats (village) in de Amerikaanse staat Illinois, en valt bestuurlijk gezien onder Macon County. Het Algonkische volk de Niantic, dat aan de zuidkust van New England leefde, heeft de plaats zijn naam gegeven.

## Demografie
Bij de volkstelling in 2000 werd het aantal inwoners vastgesteld op 738. In 2006 is het aantal inwoners door het United States Census Bureau geschat op 681, een daling van 57 (-7,7%).

## Geografie
Volgens het United States Census Bureau beslaat de plaats een oppervlakte van 2,8 km², geheel bestaande uit land. Niantic ligt op ongeveer 184 m boven zeeniveau.

## Plaatsen in de nabije omgeving
De onderstaande figuur toont nabijgelegen plaatsen in een straal van 16 km rond Niantic.